# عبد الحق الزروالي
عبد الحق الزروالي (مواليد 17 فبراير 1952) هو ممثل مسرحي وكاتب ومخرج وشاعر مغربي.  يعتبر رائدًا للمسرح الفردي في المغرب والوطن العربي.

## مسيرته
ولد عبد الحق الزروالي بمدينة فاس في 17 فبراير 1952،  وعاش فيها طفولته وبعض شبابه. ومن النادي الثقافي لحزب الاستقلال بفاس، عمل في مسرح الطفل ومسرح الهواة من 1961 إلى 1976.
بالإضافة إلى نشاطه المسرحي اشتغل الزروالي أيضا في الإعلام المكتوب والمسموع والمرئي، حيث كان محررا بجريدة الأنباء وبجريدة العلم وكتب في عدد من المنابر الأخرى، وأعد وقدم عددا من المواد والبرامج الإذاعية لعل أشهرها برنامجه الذي دام عدة سنوات متقطعة على أثير الإذاعة الوطنية بعنوان «إشراقات فكرية»، الذي كان يبث قبل منتصف الليل. شارك الزروالي أيضا كممثل وكمشارك في السيناريو في عدد من الأعمال الدرامية التلفزية وفي السينما. كما خاض الكتابة الشعرية في مجمعة شعرية بعنوان: «نشوة البوح». كما اقتحم مجال الكتابة الروائية، بتشجيع من الروائي عبد الرحمن منيف في روايته التي عنونها بـ «الريق الناشف».

## أعماله

### الإنتاج الأدبي والمسرحي
أصدر الزروالي عددا من النصوص المونودرامية، كما أصدر رواية (الريق الناشف) سنة 2001، وديوانا شعريا (نشوة البوح) سنة 2000. 

#### النصوصالمونودرامية
- «الوجه والمرآة» (1976)
- «صالح ومصلوح» (1979)
- «ضريبة العشق» (1980)
- «شجرة الحي» (1980)
- «جنائزية الأعراس» (1982)
- «رحلة العطش» (1984)
- «عكاز الطريق» (1985)
- «سرحان المنسي» (1986)
- «برج النور» (1986)
- «افتحوا النوافذ» (1992)
- «زكروم الأدب» (1993)
- «انصراف العشاق» (1994)
- «عود الريح» (1996)
- «عتقوا الروح» (1997)
- «كدت أراه» (2001)
- "هاملت مرة" أخرى" (2004)
- «رماد أمجاد» (2006)
- «البطل الهارب الميت»
- «واش فهمتي» (2009)
- «كرسي الاعتراف» (2011)[10]
- «انقب واهرب» (2013)
- «الطيكوك» (2016)[11]
- «آش سمّاك الله» (2017)[12]

### أفلام
- 1981: ابن السبيل
- 2008: بوشعيب بوسعود (فيلم تلفزي)
- 2012: الطريق إلى طنجة (فيلم تلفزي)
- 2015: غرام وانتقام (فيلم سينمائي)
- 2017: هوى يا هوى

### مسلسلات
- 1998: السراب، في دور «المشموم»
- 1999: حب المزاح، (تأليف وتمثيل)
- 2010: سعدي ببناتي
- 2019: عيون غائمة
- 2021: حديدان وبنت الحراز

## وصلات خارجية
- عبد الحق الزروالي على موقع قاعدة بيانات الأفلام العربية